# André Soudant
André Soudant (Leuze-en-Hainaut, 7 mei 1925 - Doornik, 2 september 2007) was een Belgisch volksvertegenwoordiger en burgemeester.

## Levensloop
Soudant promoveerde tot doctor in de geneeskunde en vestigde zich als arts in Leuze-en-Hainaut. In 1967 werd hij directeur van de kliniek die er werd gebouwd.
Hij werd politiek actief binnen de Liberale Jongeren van Leuze, waarvan hij enkele jaren de voorzitter was. Hij werd verkozen tot gemeenteraadslid in 1959 en werd onmiddellijk schepen, tot hij in 1975 de overleden burgemeester van Leuze opvolgde. Bij de fusie tot Leuze-en-Hainaut in 1976 werd hij er de eerste burgemeester van en oefende dit ambt uit tot in 1988. Daarna bleef hij nog een jaar actief als gemeenteraadslid.
In maart 1974 werd hij lid van de Kamer van volksvertegenwoordigers voor het arrondissement Doornik-Aat-Moeskroen, in opvolging van minister van Staat René Lefebvre. Hij vervulde dit mandaat tot in april 1977. 
Hij was ook stichter in 1963, voorzitter en erevoorzitter van de club van filatelisten van Leuze.